# Live Aid

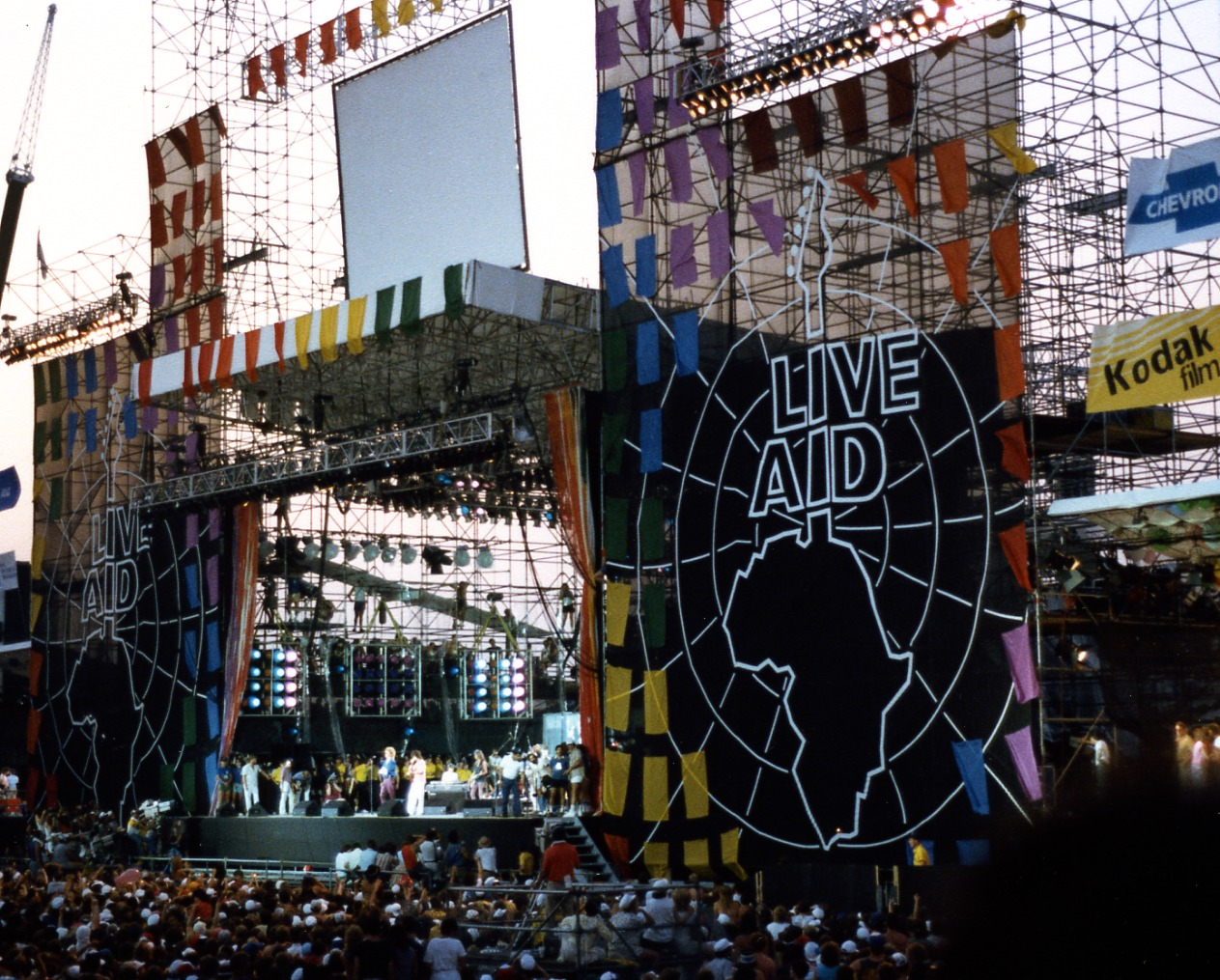
Live Aid in het JFK Stadion, Philadelphia

Live Aid was een 16 uur durend internationaal benefietconcert op zaterdag 13 juli 1985. De opbrengst was voor Ethiopië, waar hongersnood heerste.
Jack Nicholson en Bette Midler waren twee van de presentatoren, en er trad een groot aantal vooraanstaande artiesten op. Het gehele evenement omvatte opeenvolgende optredens de wereld rond. Vanuit de Verenigde Staten (JFK Stadium te Philadelphia), het Verenigd Koninkrijk (Wembley Stadium te Londen) en andere kleinere locaties waaronder Den Haag, Japan en Australië. De organisatie was in handen van Bob Geldof en Midge Ure. Het evenement werd in veel landen rechtstreeks uitgezonden en werd daarmee een van de grootste mediaspektakels die de wereld ooit had gezien.
De opbrengst van het concert overtrof alle verwachtingen van de organisatoren. Waar gerekend was op ca. 1 miljoen Britse pond (ca. 1,65 miljoen dollar) werd in 2001 in een televisieprogramma door een van de organisatoren aangegeven dat de opbrengsten waren opgelopen tot meer dan 150 miljoen pond (ca. 245,4 miljoen dollar).
Naar aanleiding van zijn inspanningen werd organisator Bob Geldof door de Britse koningin benoemd tot Ridder Commandeur in de Orde van het Britse Rijk. Omdat hij geen onderdaan is van een van de landen van het Britse gemenebest mag hij zich niet 'sir Bob' noemen. Hij mag wel de letters KCBE achter zijn naam zetten.

## Optredens
| Wembley Stadium                                           | Philadelphia                              | Andere plaatsen                            |
| --------------------------------------------------------- | ----------------------------------------- | ------------------------------------------ |
| Status Quo                                                |                                           |                                            |
| The Style Council                                         |                                           |                                            |
| Ultravox                                                  |                                           |                                            |
|                                                           |                                           | Melbourne: INXS                            |
| The Boomtown Rats & Adam Ant                              |                                           |                                            |
|                                                           |                                           | Japan: Loudness                            |
| Spandau Ballet                                            |                                           |                                            |
| Elvis Costello                                            |                                           |                                            |
| Nik Kershaw                                               |                                           |                                            |
|                                                           |                                           | Den Haag: B.B. King                        |
| Sade                                                      |                                           |                                            |
|                                                           |                                           | Oostenrijk: Opus Belgrado: Yu Rock Mission |
| Sting & Phil Collins                                      |                                           |                                            |
| Howard Jones                                              |                                           |                                            |
| Bryan Ferry                                               |                                           |                                            |
| Paul Young & Alison Moyet                                 |                                           |                                            |
|                                                           | Bryan Adams                               |                                            |
| U2                                                        |                                           |                                            |
|                                                           | The Beach Boys                            |                                            |
| Dire Straits                                              |                                           |                                            |
|                                                           | George Thorogood & the Destroyers         |                                            |
| Queen                                                     |                                           |                                            |
|                                                           | Simple Minds                              |                                            |
| David Bowie                                               |                                           |                                            |
|                                                           | The Pretenders                            |                                            |
| The Who                                                   |                                           |                                            |
|                                                           | Santana & Pat Metheny                     |                                            |
| Elton John (incl. duetten met Kiki Dee en George Michael) |                                           |                                            |
|                                                           | Thompson Twins & Nile Rodgers             |                                            |
| Freddie Mercury & Brian May                               |                                           |                                            |
| Paul McCartney                                            |                                           |                                            |
|                                                           | Tom Petty                                 |                                            |
|                                                           | The Cars & Kenny Loggins                  |                                            |
|                                                           | Neil Young                                |                                            |
|                                                           | The Power Station                         |                                            |
|                                                           | Eric Clapton                              |                                            |
|                                                           | Phil Collins Robert Plant Jimmy Page      |                                            |
|                                                           | Duran Duran                               |                                            |
|                                                           | Madonna                                   |                                            |
|                                                           | Patti Labelle                             |                                            |
|                                                           | Hall & Oates Eddie Kendricks David Ruffin |                                            |
|                                                           | Mick Jagger Tina Turner                   |                                            |
|                                                           | Bob Dylan Keith Richards Ron Wood         |                                            |

1. 1 2  Phil Collins vloog per Concorde van Londen naar Philadelphia.
2. ↑  Met David Gilmour van Pink Floyd op gitaar.

Verder waren er optredens van:
- Bernard Watson
- Joan Baez
- The Hooters
- Four Tops
- Billy Ocean
- Black Sabbath
- Run-D.M.C.
- Rick Springfield
- REO Speedwagon
- Autograph (optreden in Moskou)
- Crosby, Stills & Nash
- Udo Lindenberg (optreden in Keulen)
- Judas Priest
- George Thorogood and the Destroyers / Bo Diddley / Albert Collins
- Ashford and Simpson
- Teddy Pendergrass
- Keith Richards / Ron Wood

## Opnames
In het contract dat de BBC tekende met alle artiesten en de organisatoren werd vermeld dat de banden van dit evenement direct na afloop werden gewist om zo illegale kopieën tegen te gaan, maar dankzij een medewerker van de BBC zijn de banden gekopieerd en bewaard gebleven. Bob Geldof heeft na het vinden van enorm veel illegale kopieën alles op dvd laten zetten om zo het uiteindelijke doel van het evenement, het binnenhalen van geld tegen de armoede in Afrika, in ere te houden.
Zo werd in 2004 een tien uur durende registratie van het concert op vier gebundelde dvd's uitgebracht. In 2005 werd in een enquête onder musici door het Britse Channel Four het concert van Queen op Live Aid verkozen tot het beste concert aller tijden.

## Trivia
- In 2005 werd opnieuw een aantal optredens georganiseerd, ditmaal ten behoeve van geheel Afrika, onder de naam Live 8.
- Het miniconcert van Queen is ook te zien in de over deze groep gemaakte biografische film Bohemian Rhapsody uit 2018.
- In Nederland werden grote delen van het concert rechtstreeks op televisie (Nederland 1) uitgezonden door de VARA en op de radio van 14.03 tot 05.00 uur op Hilversum 3 in zendtijd van de NCRV. Beiden uitzendingen werden redactioneel ondersteund door de KRO, Veronica, TROS en NOS. Voor deze speciale gelegenheid waren Nederland 1 en Hilversum 3 tot diep in de nacht in de lucht.
- In België werd het concert uitgezonden door BRT TV2 en RTBF Télé 2.